# Izidor Kürschner
Dans le nom hongrois Kürschner Izidor, le nom de famille précède le prénom, mais cet article utilise l’ordre habituel en français Izidor Kürschner, où le prénom précède le nom.
Izidor Kürschner, plus connu au Brésil sous le nom de Dori Kruschner (né le 29 juin 1885 et mort le 8 décembre 1941 à Rio de Janeiro, au Brésil), est un joueur et entraîneur de football hongrois.

## Biographie

### Joueur
Izidor Kürschner commence sa carrière de footballeur en tant que défenseur gauche, même s'il lui arrive parfois d'être aligné au centre. 
Il joue entre 1904 et 1913 au MTK Budapest où il remporte le titre national à deux reprises en 1904 et 1908. 
Il est également appelé à jouer en sélection nationale de 1907 à 1911.

### Entraîneur
Izidor Kürschner commence sa carrière d'entraîneur en 1920 en Allemagne avec le club de 1. FC Nuremberg puis avec l'Eintracht Francfort. 
Il est également sélectionneur de l'équipe de Suisse en 1924 avec Teddy Duckworth et Jimmy Hogan pour la préparation des Jeux olympiques de 1924, à Paris. Mais sa carrière est particulièrement couronnée de succès à partir de 1925 au Grasshopper-Club Zurich avec lequel il remporte sept titres.
Il se tourne ensuite vers le football brésilien en devenant entraîneur de Flamengo et de Botafogo. Il arrive à Rio de Janeiro en 1937 et il est propulsé entraîneur de Flamengo et de ses illustres joueurs tels que Leônidas. Il y apporte une nouvelle tactique de jeu, plutôt tournée vers la défensive : le W-W ou 2-3-2-3. Il est finalement remercié en 1938 pour les mauvais résultats du club. 
Il devient alors entraîneur de Botafogo, club rival de Flamengo, mais décède en 1941 à l'âge de 56 ans.